# Black Legion

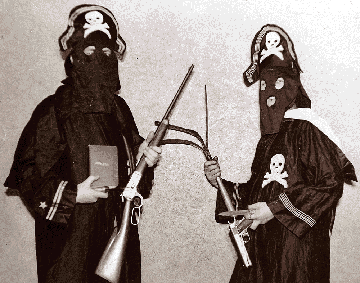
Black Legionnaires in uniform.

De Black Legion was een organisatie van witte suprematisten in het Midden-Westen van de Verenigde Staten. Het was een splinterorganisatie van de Ku Klux Klan en was werkzaam in de jaren dertig. Het ledenaantal werd door de FBI geschat op 135.000 leden, waaronder ook grote aantallen van ambtenaren. Volgens de Associated Press was de groepering verantwoordelijk voor het vermoorden van zo'n vijftig personen. De organisatie werd opgericht in Ohio.

## Ideologie
Tot de tegenstanders van de Black Legion behoorden Afro-Amerikanen, communisten, Joden, immigranten en voornamelijk vakbondsmensen. Het doel van de Black Legion was het controleren van het inhuren en ontslaan van personeel bij de autofabrieken in Michigan en om de Black Legion om te vormen tot een politieke machine die het politieke landschap van Michigan zou moeten domineren. Ze modelleerden de ideologie van de KKK verder en ze waren daardoor kwaadaardig anti-katholiek, maar ook antisemitisch.

## Geschiedenis
In 1931 werd de Black Legion door voormalig Klanleider Virgil Effinger opgericht en hij leidde de organisatie vanuit Lima, Ohio. Tijdens haar bestaan richtte de Black Legion zich voornamelijk op vakbondsleden. Op 13 mei 1936 vermoordden zeven leden van de Black Legion Charles A. Poole, een medewerker van de Works Progress Administration. Door de middel van negatieve publiciteit en enkele rechtszaken tegen hooggeplaatste leden van de Black Legion werden de activiteiten van de organisatie beknot. De leiders namen daarop de Black Legion ondergronds waar het tot het begin van de jaren '40 actief bleef.

## Organisatie
Ondanks dat Effinger fungeerde als de leider van de Black Legion was de organisatie decentraal opgezet en had het diverse leiders van de paramilitaire groeperingen. Veel van de leden van de organisatie waren geconcentreerd rondom Detroit. Er werden alleen nieuwe leden toegelaten die lid waren geweest bij de Ku Klux Klan. De leden van de Black Legion droegen zwarte gewaden tijdens hun ontmoetingen en hun aanvallen op hun tegenstanders. Hieraan was ook de naam van de groepering ontleent. Ieder lid moest dan ook een zwart gewaad van de Black Legion aanschaffen voor 7 Dollar en moest ook snel mogelijk in het bezit zijn van een revolver of een shotgun.
De Black Legion onderhield ook goede relaties met de nazistische Silver Legion of America, maar tot een alliantie tussen beide organisaties zou het nooit komen.

## In moderne media
In 1937 kwam de film Black Legion over de organisatie uit met in een van de hoofdrollen Humphrey Bogart.

## Trivia
- Een van de bekendste leden van de Black Legion was de afgevaardigde Robert Franklin Jones.